# Pasquale Padalino
Pasquale Padalino, né le 26 juillet 1972 à Foggia (Italie), est un footballeur international italien reconverti entraîneur. Il évoluait au poste de défenseur central devenu entraîneur. 

## Carrière de joueur

### Formation à l'US Foggia (1984-1992)
Pasquale Padalino touche ses premiers ballon à la Juventus San Michele, où il est repéré par US Foggia à l'âge de 12 ans. Le jeune Rossoneri, nom donné aux foggiano à cause de leur couleur noir et rouge, commence comme un milieu de terrain central en juniors. 
Lors de la saison 1988-1989, l'équipe séniors est à la lutte pour accéder en Serie B, Padalino fait ses deux premières apparitions avec l'équipe fanion, il a 16 ans.
L'année suivante voit le retour de Zdeněk Zeman sur le banc et Pasquale, replacé défenseur, est considéré comme un futur grand joueur par son entraineur qui l'utilise régulièrement durant les deux saisons qui mènent à la promotion en Serie A, avec le titre de D2. Pasquale est alors surnommé « Diesel », car aucune explosion mais beaucoup de ténacité, capable de résister aux plus dures batailles.
Durant l'été 1991, l'AC Milan et le SSC Naples sont en lice pour le recruter, des sommes très élevées sont avancées mais Casillo le tient. Avec la Serie A, Zdeněk Zeman commence à se tourner vers les joueurs plus expérimentés. Padalino ne joue qu'à quinze reprise lors de la saison 1991-1992, et à la fin de la saison montre un désir de départ. Le club réagit mal et Pasquale Padalino, avec d'autres joueurs, est même mis hors-jeu et éloigné du camp d'été à Campo Tures.

### Trois clubs en trois saisons (1992-1995)
Padalino commence la saison suivante à Foggia mais en novembre 1992, il est cédé au Bologne FC en Serie B, où il trouve une situation précaire, avec trois entraîneurs différents en une saison. Il parvient à jouer 18 matchs malgré la volonté du club de faire évoluer les jeunes du club.
La saison suivante est la consécration en Serie A avec le maillot de l'US Lecce. Il prend part à trente rencontres malgré la relégation en fin de saison.
Au début de la saison 1994-1995, Peppino Pavone le fait revenir à Foggia. Il est à nouveau titulaire au sein de la défense qu'il conduit avec autorité mais ne pourra éviter la descente du club.

### Long passage à la Fiorentina (1995-2000)
Padalino est devenu l'un des défenseurs les plus prometteurs du football italien, parfait pour arriver à un club ambitieux comme la Fiorentina alors dirigée par Claudio Ranieri. Sa première année à Florence est l'une de ses plus belle, Pasquale Padalino forme avec Lorenzo Amoruso et Francesco Toldo l'une des meilleures défenses du championnat qui mènera l'équipe à une 4e place en Serie A, et une victoire en Coupe Italie.
Arrigo Sacchi, alors sélectionneur de l'Équipe d'Italie, croit en lui et l'appelle à faire ses débuts avec la Squadra Azzurra en novembre 1996, un match amical perdu en Bosnie-Herzégovine (2-1).
La saison suivante 1996-1997, l'équipe atteint les demi-finales de la Coupe des vainqueurs de coupe, éliminée par le FC Barcelone. L'exercice 1997-1998 est plus calme, avec Alberto Malesani comme entraineur, Padalino joue 28 matchs pour une 5e place en championnat. En 1998-1999, Giovanni Trapattoni prend les rênes de l'équipe pour un des crus les plus mémorables de la Viola et une troisième place synonyme de Ligue des Champions. Lors de la saison 1999-2000, un accident l'oblige à rater une grosse partie de la saison qui s'annonçait comme la plus belle de sa carrière, il ne joue que 8 matchs de championnats mais aussi 5 matchs de la Ligue des champions 1999-2000. C'est la fin de l'aventure toscane.

### Fin de carrière sans jouer (2000-2004)
Padalino signe au Bologne FC où il a déjà évolué durant la saison 1992-93. Cette saison 2000-2001 destiné à le relancer sera un échec en plus de ne pas être aimé par les supporters.
La saison suivante (2001-2002), il est prêté à l'Inter Milan. Mais des problèmes physiques transforme cette grande opportunité en déception, Pasquale ne jouera qu'un match de Coupe d'Italie.
Il quitte Bologne pour le Calcio Côme et ses deux dernières saisons en tant que joueurs pour deux relégations : avant-dernier de Serie A en 2002-2003 et dernier de Serie B en 2003-2004. Padalino prend sa retraite en 2004, à trente-deux ans.

## Carrière d'entraîneur
En 2006, Pasquale Padalino est appelé par Giampiero Ventura pour être son adjoint au sein de l'Hellas Vérone FC. 
L'année suivante, il le suit à l'AC Pise, où il est reste deux saisons. 
Durant la saison 2009-2010, l'ASG Nocerina fait appel à lui pour remplacer Matthew Shepherd. L'équipe est très mal classée et Padalino a pour but d'atteindre la zone de play-off. Mais les supporters ne l'aiment pas et le lui font sentir entrainant sa démission en mars 2010.
Depuis la saison 2012-2013, Pasquale Padalino est l'entraineur de l'US Foggia.

## Statistiques
| Saison                | Club                  | Championnat           | Championnat | Championnat | Coupe(s) nationale(s) | Coupe(s) nationale(s) | Compétition(s) continentale(s) | Compétition(s) continentale(s) | Compétition(s) continentale(s) | Italie | Italie | Total | Total |
| Saison                | Club                  | Division              | M.          | B.          | M.                    | B.                    | Comp.                          | M.                             | B.                             | M.     | B.     | M.    | B.    |
| 1988-1989             | Foggia Calcio         | Serie C1              | 2           | 0           | -                     | -                     | -                              | -                              | -                              | -      | -      | 2     | 0     |
| 1989-1990             | Foggia Calcio         | Serie B               | 20          | 0           | -                     | -                     | -                              | -                              | -                              | -      | -      | 20    | 0     |
| 1990-1991             | Foggia Calcio         | Serie B               | 25          | 0           | 2                     | 0                     | -                              | -                              | -                              | -      | -      | 27    | 0     |
| 1991-1992             | Foggia Calcio         | Serie A               | 15          | 1           | -                     | -                     | -                              | -                              | -                              | -      | -      | 15    | 1     |
| 1992-1993             | Bologne FC            | Serie B               | 18          | 0           | -                     | -                     | -                              | -                              | -                              | -      | -      | 18    | 0     |
| 1993-1994             | US Lecce              | Serie A               | 30          | 3           | 2                     | 0                     | -                              | -                              | -                              | -      | -      | 32    | 3     |
| 1994-1995             | Foggia Calcio         | Serie A               | 28          | 0           | 4                     | 0                     | -                              | -                              | -                              | -      | -      | 32    | 0     |
| 1995-1996             | AC Fiorentina         | Serie A               | 30          | 2           | 7                     | 0                     | -                              | -                              | -                              | -      | -      | 37    | 2     |
| 1996-1997             | AC Fiorentina         | Serie A               | 21          | 2           | -                     | -                     | C2                             | 5                              | 0                              | 1      | 0      | 27    | 2     |
| 1997-1998             | AC Fiorentina         | Serie A               | 28          | 1           | 2                     | 0                     | -                              | -                              | -                              | -      | -      | 30    | 1     |
| 1998-1999             | AC Fiorentina         | Serie A               | 28          | 3           | 5                     | 0                     | C3                             | 2                              | 0                              | -      | -      | 35    | 3     |
| 1999-2000             | AC Fiorentina         | Serie A               | 8           | 0           | 1                     | 0                     | C1                             | 5                              | 0                              | -      | -      | 14    | 0     |
| 2000-2001             | Bologne FC            | Serie A               | 15          | 0           | -                     | -                     | -                              | -                              | -                              | -      | -      | 15    | 0     |
| 2001-2002             | Inter Milan           | Serie A               | -           | -           | 1                     | 0                     | -                              | -                              | -                              | -      | -      | 1     | 0     |
| 2002-2003             | Côme Calcio           | Serie A               | 15          | 1           | -                     | -                     | -                              | -                              | -                              | -      | -      | 15    | 1     |
| 2003-2004             | Côme Calcio           | Serie B               | 12          | 1           | -                     | -                     | -                              | -                              | -                              | -      | -      | 12    | 1     |
| Total sur la carrière | Total sur la carrière | Total sur la carrière | 295         | 14          | 24                    | 0                     | -                              | 12                             | 0                              | 1      | 0      | 332   | 14    |

## Palmarès
- Foggia Calcio
  - Champion de Serie B en 1991.

- AC Fiorentina
  - Vainqueur de la Coupe d'Italie en 1996.
  - Vainqueur de la Supercoupe d'Italie en 1996.